# Lotus 38
El Lotus 38 (Lotus 38 Type) fue el primer coche con motor trasero preparado para ganar las 500 Millas de Indianápolis, justamente la edición de 1965, que fue conducido por piloto de la Fórmula 1, el escocés Jim Clark. este coche fue utilizado por Lotus en las ediciones de las 500 Millas de 1965, 1966 y 1967; se construyeron un total de 8 coches, en su mayor parte utilizados por el Equipo Lotus, pero varios fueron vendidos como coche cliente por otros conductores, como A.J. Foyt y Mario Andretti.

## Diseño

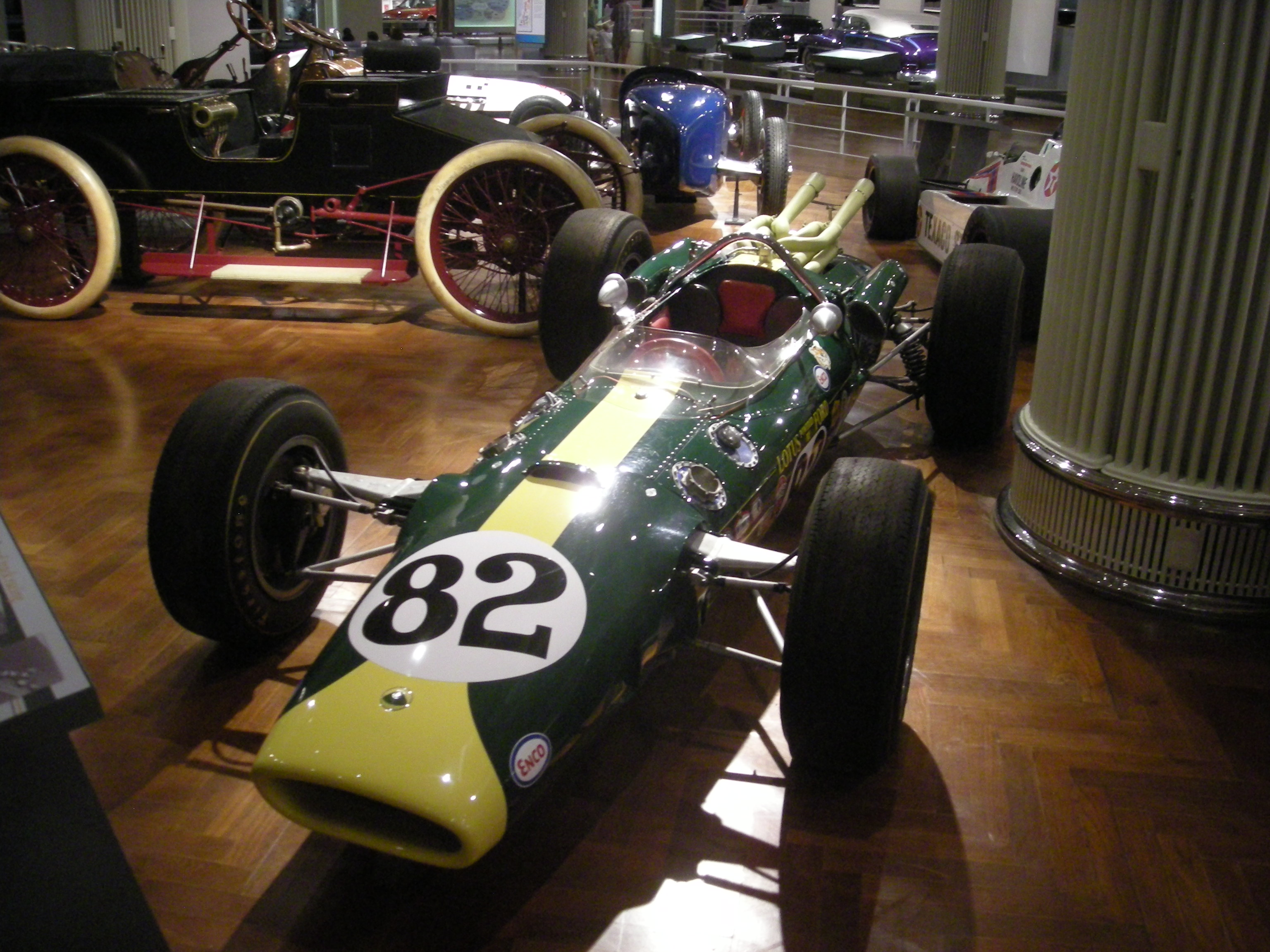
Lotus 38 en exibbición.

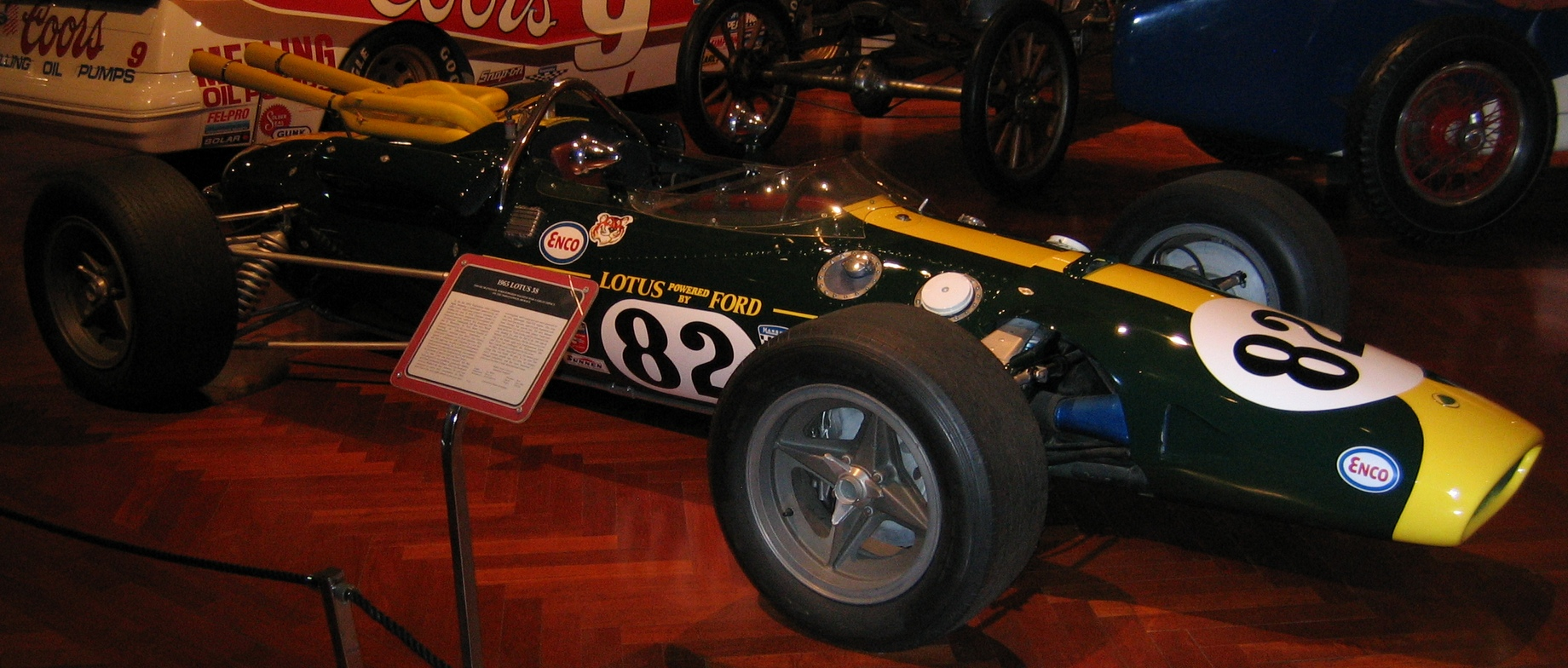
Lotus 38.

Fue diseñado por Colin Chapman y Len Terry para la entrada de Lotus para la carrera de 1965 de las 500 Millas de Indianápolis. Fue una evolución del anteriores coches Lotus 29 y el Lotus 34 diseñados exclusivamente para competir en la Indy 500, pero con un diseño completamente tubular monocasco, fue impulsado por el mismo motor de cuatro levas de Ford V8 de inyección, ustilizado en el Lotus 34, dando alrededor de unos 500 hp. En todos estos coches, el motor fue montado en la parte trasera, mejorando la distribución del peso y ofreciendo buenas prestaciones. El 38 fue significativamente el mejor que los coches de la Fórmula 1 de la época, pero fue eclipsado por los masivos coches deportivos estadounidenses. El Lotus 38 fue especialmente diseñado con una suspensión "de compensación", con la carrocería situada asimétricamente entre las ruedas, desplazadose hacia la izquierda que utilizaba brazos de suspensión de longitud desigual. Aunque en teoría esto era más adecuado para los óvalos (que sólo dejaban para su conducción al dar las vueltas), como por ejemplo, en la noche el desgaste de los neumáticos entre las dos partes, y en la práctica el manejo era suficientemente idiosincrático que el concepto nunca puso tanto problema.

## Resultados en Competencia

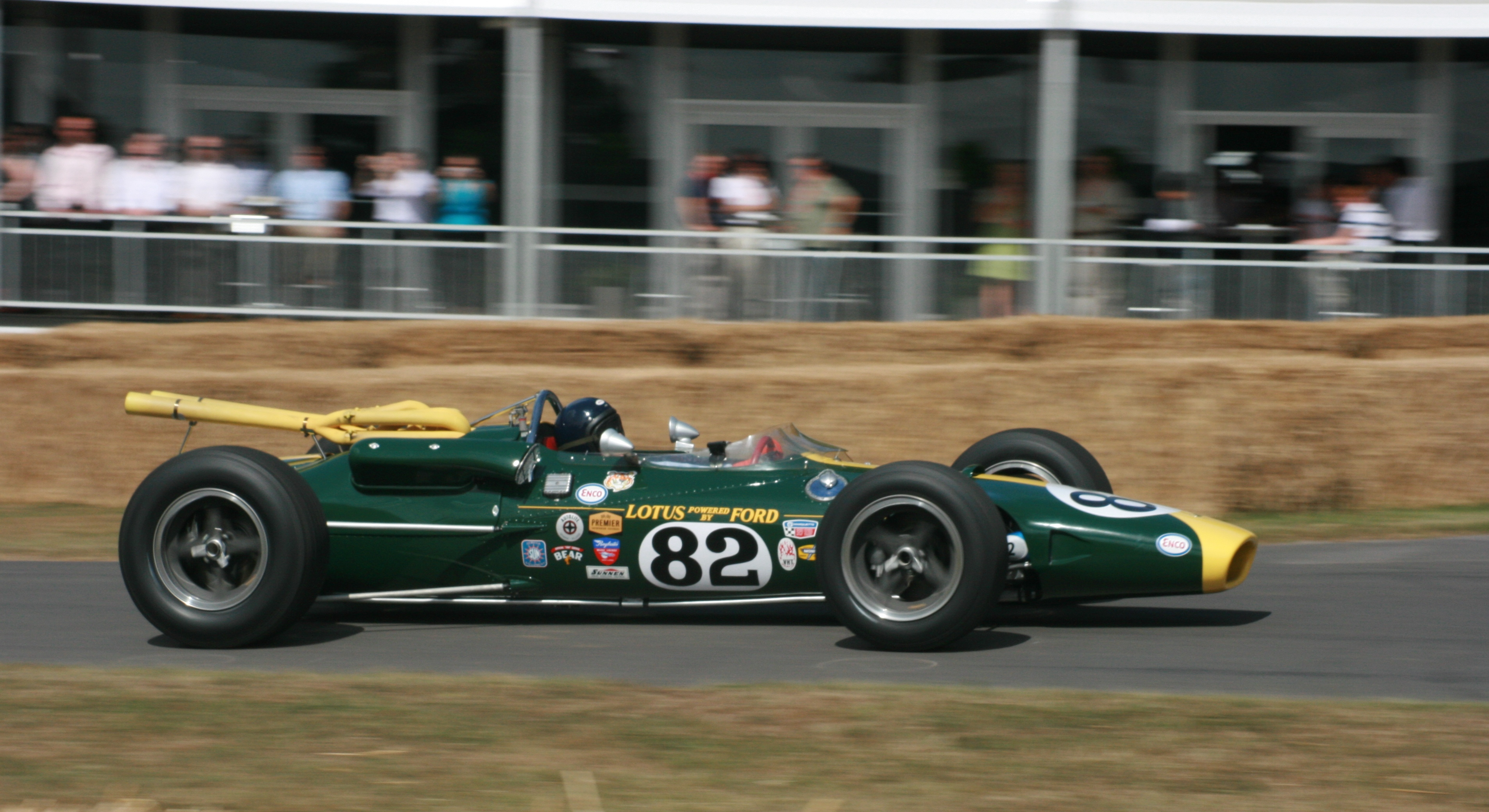
Lotus 38 en una muestra de coches de carreras clásicos en el Festival de Goodwood.

En el la edición de 1965 de las 500 Millas de Indianápolis, Clark clasificó en la primera fila, y la carrera fue una victoria fácil para él, ya que lideró el resto de la mayoría de las vueltas, y ganó al lado de otros cuatro autos en la vuelta del líder, y al resto a todos al menos por debajo de 2 vueltas de retraso. Fue una revancha por perder la carrera en 1963, cuando Clark sintió que el coche de Parnelli Jones botaba aceite del coche que le ocasionó pisar ese aceite y resbalar el coche que lo sacó de competencia, cosa que según el, Parnelli debería haber sido sancionado por haber puesto en peligro la seguridad de los pilotos.
Lotus volvería con el Lotus 38 en 1966 (cuando la victoria se la adjudicó el británico piloto de la Fórmula 1, Graham Hill, que utilizaba un chasís Lola, después de una confusión con los resultados debido al análisis de un gráfico de vuelta que fue errónea) y en 1967 (cuando Clark se retiró muy temprano producto de una rotura de motor).
El Lotus 38 había demostrado ser uno de mejores coches con motor trasero que podría hacer unde un giro perfecto en el Brickyard, y en los últimos días de los deportivos con motor delantero que aún perduraban como los más eficaces. Los elementos de diseño en el 38 fueron finalmente trabajados para el futuro diseño de otro coche legendario, el legendario Lotus 49 y los cochess coyote de A.J. Foyt (así como una serie de coches contemporáneos de la Indy) que prácticamente fueron clones del Lotus 38.